# Siva (sång)
Siva är en låt av det amerikanska alternativa rockbandet The Smashing Pumpkins, utgiven som den tredje singeln från deras första album Gish.
Singeln gavs ut i augusti 1991 på Caroline/Virgin Records. Texten skrevs av sångaren Billy Corgan och har förklarat i en intervju att låttiteln "Siva" fanns i hans huvud innan låten skrevs. Han gav samma titel på ett flertal av bandets inspelningar och hade till och med tänkt på det som ett gruppnamn, istället för "The Smashing Pumpkins".
Till Siva spelade man även in en musikvideo vilken var bandets allra första video. Den regisserades av Angela Conway, som också ansvarade för videon till uppföljaren Rhinoceros.

## Låtlista
1. Siva – 4:20
2. Window Paine – 5:49

## Medverkande
- Billy Corgan – sång, gitarr
- James Iha – gitarr
- D'arcy Wretzky – bas
- Jimmy Chamberlin – trummor